# キング・オブ・フィルム/巨匠たちの60秒
『キング・オブ・フィルム/巨匠たちの60秒』（キング・オブ・フィルム きょしょうたちのろくじゅうびょう、原題：Lumière et compagnie）は、1995年のオムニバス映画。映画祭上映邦題およびDVD邦題は『リュミエールと仲間たち』。

## 概要
写真家サラ・ムーンを総監督に、世界各国40人の映画監督が、リュミエール兄弟によって発明されたオリジナルのシネマトグラフカメラを使用して製作した短編映画集である。
それぞれの短編は以下の3つのルールの下で製作された。
1. 長さは52秒以下
2. 同時録音は不可
3. 3テイク以下に抑える

作品には、タイトルがついているものと、ついていないものがある。撮影風景や、それぞれの監督たちへのインタビューも収められている。それぞれのセグメントは、YouTubeでの視聴が可能。

## 監督・キャスト
| 監督 題名（ついている場合のみ）                         | 出演                                                                                             | その他                     |
| ------------------------------------------------------- | ------------------------------------------------------------------------------------------------ | -------------------------- |
| サラ・ムーン（総監督）                                  | スパイク・リー、パトリス・ルコント、クロード・ルルーシュ、リヴ・ウルマン、ジャック・リヴェット   |                            |
| メルザック・アルーアシュ                                |                                                                                                  |                            |
| ガブリエル・アクセル                                    |                                                                                                  |                            |
| ビセンテ・アランダ                                      |                                                                                                  |                            |
| テオ・アンゲロプロス                                    |                                                                                                  |                            |
| ビガス・ルナ                                            |                                                                                                  |                            |
| ジョン・ブアマン                                        | ニール・ジョーダン、リーアム・ニーソン、エイダン・クイン、スティーヴン・レイ、アラン・リックマン |                            |
| ユーセフ・シャヒーン                                    |                                                                                                  |                            |
| アラン・コルノー                                        |                                                                                                  |                            |
| コスタ＝ガヴラス                                        |                                                                                                  |                            |
| レイモン・ドゥパルドン                                  |                                                                                                  |                            |
| フランシス・ジロー                                      |                                                                                                  |                            |
| ピーター・グリーナウェイ                                |                                                                                                  |                            |
| ラッセ・ハルストレム                                    | レナ・オリン                                                                                     |                            |
| ミヒャエル・ハネケ                                      |                                                                                                  |                            |
| ヒュー・ハドソン                                        |                                                                                                  |                            |
| ガストン・カボーレ                                      |                                                                                                  |                            |
| アッバス・キアロスタミ                                  | イザベル・ユペール（声）                                                                         |                            |
| セドリック・クラピッシュ                                | ジェラルディン・ペラス、ジネディーヌ・スアレム                                                   |                            |
| アンドレイ・コンチャロフスキー                          |                                                                                                  |                            |
| パトリス・ルコント La Ciotat 1996                       |                                                                                                  |                            |
| スパイク・リー                                          | サッチェル・リー（監督の娘）                                                                     |                            |
| クロード・ルルーシュ                                    | アントワーヌ・デュレリ                                                                           |                            |
| デイヴィッド・リンチ Premonition Following An Evil Deed | マーク・ウッド、キャスリーン・レイモンド 他                                                      |                            |
| マーチャント & アイヴォリー                             |                                                                                                  | 音楽：リチャード・ロビンズ |
| クロード・ミレール                                      | ロマーヌ・ボーランジェ、マルク・シャピトー                                                       |                            |
| イドリッサ・ウエドラオゴ                                |                                                                                                  |                            |
| アーサー・ペン                                          |                                                                                                  |                            |
| ルチアン・ピンティリエ                                  |                                                                                                  |                            |
| ジャック・リヴェット                                    | ナタリー・リシャール                                                                             |                            |
| ヘルマ・サンダース・ブラームス                          |                                                                                                  |                            |
| ジェリー・シャッツバーグ                                |                                                                                                  |                            |
| ナディーヌ・トランティニャン                            |                                                                                                  |                            |
| フェルナンド・トルエバ                                  | フェリックス・ロメオ                                                                             |                            |
| リヴ・ウルマン                                          | マックス・フォン・シドー、スヴェン・ニクヴィスト                                                 |                            |
| 吉田喜重                                                |                                                                                                  |                            |
| ジャコ・ヴァン・ドルマル                                | パスカル・デュケンヌ                                                                             |                            |
| レジス・ヴァルニエ                                      | フランソワ・ミッテラン                                                                           |                            |
| ヴィム・ヴェンダース                                    | ブルーノ・ガンツ、オットー・ザンダー                                                             |                            |
| チャン・イーモウ                                        |                                                                                                  |                            |